# Naturpark Rosalia-Kogelberg

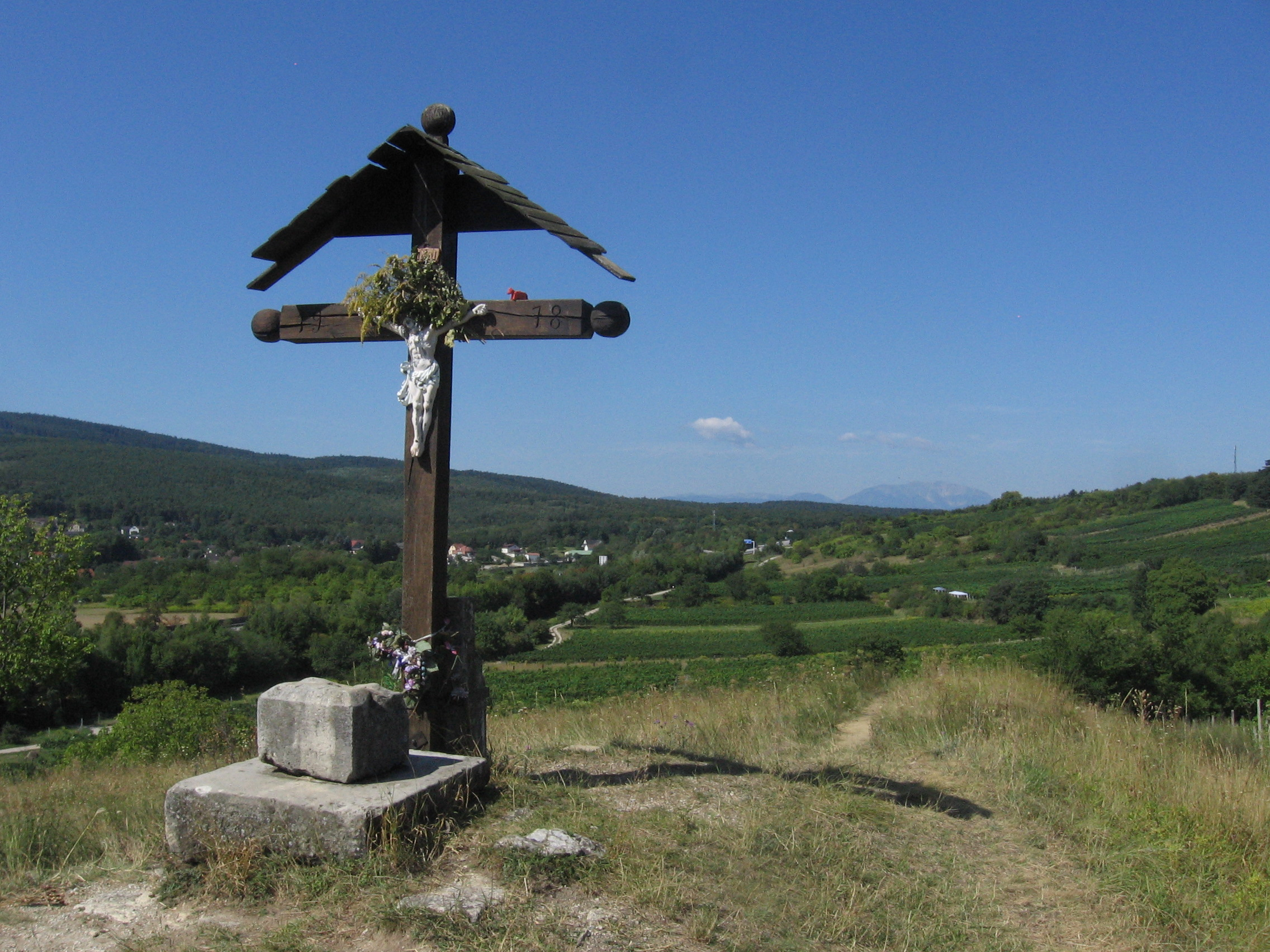
Das Wurthkreuz (auch Wetterkreuz) auf dem Wurthberg bei Pöttsching, links im Hintergrund der Kurort Bad Sauerbrunn und am Horizont der Schneeberg

Der Naturpark Rosalia-Kogelberg ist ein burgenländisches Natur- und Landschaftsschutzgebiet, das sich am Ostrand des Wiener Beckens befindet und 7500 Hektar Grundfläche umfasst. Sein Name bezieht sich auf das Rosaliengebirge und den Rohrbacher Kogel.

## Naturräumliche Besonderheiten
Der Naturpark Rosalia-Kogelberg ist durch die Gebirgszüge des Ödenburger- und des Rosaliengebirges wie auch durch das weitläufige Wulkatal gekennzeichnet. Die Flora bietet ein abwechslungsreiches Bild mit Hecken und Streuobstwiesen, Weingärten und Kastanienhainen. Darüber hinaus gedeihen in der klimatisch begünstigten Region auch Erdbeeren (lokal als Ananas bezeichnet). In den Wäldern des Naturparks befinden sich diverse Gehölze, unter anderem wärmeliebende Baumarten wie Eichen und Hainbuchen. In den waldlosen Gebieten sind rudimentär Trockenrasengesellschaften auf teilweise sehr sandigen Böden anzutreffen. Im Mattersburger Hügelland wurde ein Vogelschutzgebiet für die Zwergohreule eingerichtet. Es befindet sich dort deren zweitgrößtes regelmäßiges Brutvorkommen in Österreich. Dementsprechend findet sich die Zwergohreule im Logo des Naturparks Rosalia-Kogelberg. Der barrierefreie Eulenweg des Naturparks ist ein 75 Kilometer langer Rundweg durch alle Naturparkgemeinden sowie ein sechs Kilometer langer Rundweg entlang der Teichwiesen auf dem Rohrbacher Kogel.

## Die Naturparkgemeinden

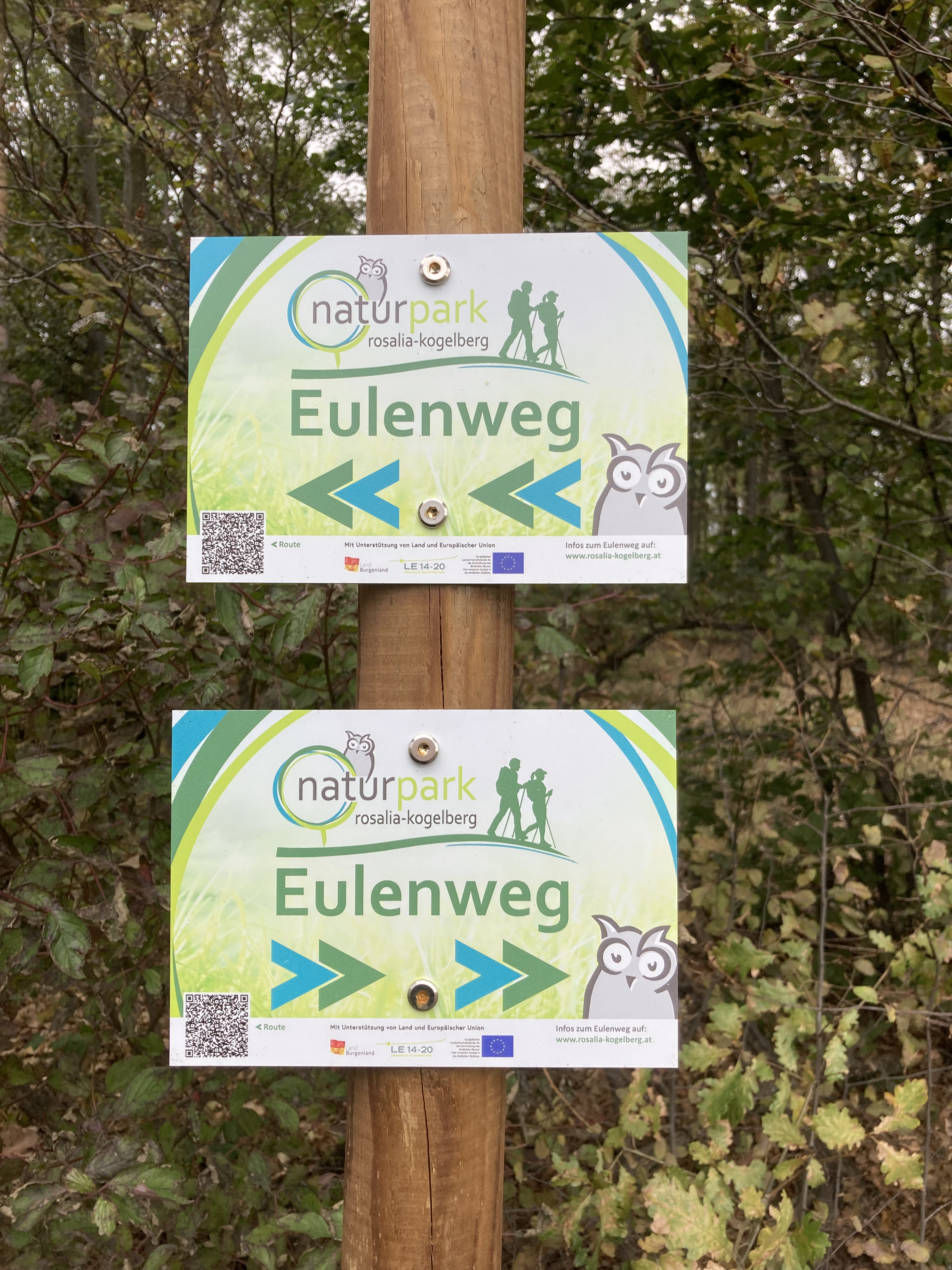
Hinweistafeln zum Eulenweg

Der Naturpark erstreckt sich über das Gemeindegebiet von 13 Ortschaften, und zwar von Bad Sauerbrunn, Baumgarten, Draßburg, Forchtenstein, Loipersbach, Marz, Pöttelsdorf, Pöttsching, Rohrbach bei Mattersburg, Schattendorf, Sigleß, Sieggraben und Zemendorf-Stöttera.

## Naturschutzgebiet Donatuskreuz (ab 2025)
Im März 2025 wird berichtet, dass der Naturparkverein erstmals in der Geschichte des Parks eine Fläche von 2,5 Hektar angekauft hat, also der Naturpark erweitert wird. Im Zuge von Renaturierungsmaßnahmen wird in den folgenden Monaten das Naturschutzgebiet Donatuskreuz rund um Marz eingerichtet. Das Projekt wird vollständig durch den Biodiversitätsfonds Österreich gefördert.

## Kultur und Sehenswürdigkeiten
Unter den Baudenkmälern des Gebietes ist das markanteste und bedeutendste die Burg Forchtenstein. In Bad Sauerbrunn befinden sich im Kurpark ein Rosarium und einige Brunnen, wo man Mineralwasser aus der Heilquelle genießen kann. Im sanft-hügeligen Gelände des Naturparks wurde eine Anzahl von markierten Wanderwegen eingerichtet.

## Auszeichnung
Im Jahr 2020 erhielt der Naturpark die Auszeichnung für ein „barrierefreies Naturerlebnis“, weil sowohl der gesamte Eulenweg als auch die Homepage auf die Bedürfnisse von Menschen mit Bewegungseinschränkungen oder Sehbehinderung angepasst sind.